# Kharayeb
Kharayeb (in arabo الخرايب‎?, al Kharāyab) è un centro abitato e comune (municipalité) del Libano situato nel distretto di Sidone, governatorato del Sud Libano, a circa 77 km a sud di Beirut. 

## Storia
La città vanta un ricco retaggio storico, con scavi archeologici che rivelano una complessa storia di insediamento che va dalla preistoria al periodo ottomano. 

### Preistoria
La regione era stata abitata a partire dal Paleolitico medio, come testimoniato dai numerosi utensili in selce.I primi segni si agricoltura provengono dal sito di Jemjim. Dove è stata scoperta una stele della tarda età del ferro. Durante gli scavi è stato anche  trovato un insediamento rurale con un complesso sistema di cisterne risalenti all'età del ferro e resti di vasi di terracotta che indicano un'occupazione risalente al secondo millennio a.C.

### Periodo Persiano
Durante il periodo persiano (539-330 a.C.), la Fenicia prosperò economicamente e le popolazioni delle città costiere crebbero, rendendo necessaria l'ottimizzazione delle risorse nei rispettivi territori. La politica persiana volta a promuovere l'agricoltura intensiva nelle aree irrigate sostenne ulteriormente questo sviluppo. La sussistenza di Tiro fu assicurata dall'istituzione di antichi centri agricoli rurali, che si estendevano dalla costa alla Palestina meridionale. Queste aree rurali, in particolare quelle situate vicino ai fiumi, hanno svolto un ruolo cruciale nell'economia di Tiro e hanno assistito all'emergere di una serie di insediamenti pianificati.È all'interno di questo contesto di organizzazione territoriale che si è verificata l'espansione della città di Kharayeb e la costruzione del suo tempio Fenicio è stata iniziata intorno al VI secolo a.C.

### Epoca recente
La moderna città di Kharayeb risale alla metà del XIX secolo, quando essa e i suoi dintorni erano di proprietà di Nasif Al-Asaad, un residente di Zrarieh. Per ragioni che potrebbero essere state economiche o legate al sistema feudale dell'epoca, la proprietà di Kharayeb passò alla prominente famiglia Qaddura di Sidone. Secondo i resoconti locali, nel 1885 ebbe luogo un incontro tra le famiglie Al-Asaad e Qaddura, in un'area oggi nota come Dahr Al-Awamid (Affioramento delle colonne). Dopo la scomparsa del patriarca della famiglia "Qadura Agha", la proprietà passò ai suoi tre figli: Raf'at, Bahjat e Muhtaram. Ognuno di loro risiedeva nel villaggio e le famiglie delle aree vicine iniziarono a trasferirsi. Nel 1925, durante il Mandato francese in Libano, la famiglia Qadura iniziò a vendere appezzamenti di terreno ai residenti del villaggio. Le famiglie più abbienti acquistavano terreni, mentre le famiglie meno abbienti mettevano insieme le risorse per acquistare appezzamenti di terreno.

## Geografia fisica
Kharayeb si trova nel distretto di Sidone del Governatorato del Sud del Libano. Si trova a 77 km a sud della capitale Beirut, a nord del fiume Leonte. Si estende su un'area di 6,44 chilometri quadrati (2,49 miglia quadrate) e si trova a un'altitudine media di 190 m (620 piedi) sul livello del mare. Confina a nord con le città di Adloun e Kouthariyet Al-Riz. A est, confina con le città di Arzai e Zrarieh, mentre il Leonte traccia il suo confine meridionale. Il Mar Mediterraneo si trova a ovest.

## Demografia
Nel 2006 la popolazione era composta da circa 9.000 persone e la maggioranza era Sciita. Le famiglie residenti sono Akkoush, Dihini, Darr, Hammoud, Farkouh, Hayek, Hammadah, Zein, Bilal, Ezzeddin, Khalil, Tabbal, Hamdan, Shuman, Sharqaoui, Sbeity, Khalifa, Marwa, Kujuk, Ghazi, Saghir, Saab, Shour, Hraybi, Arrajah, Wehbi, Hijazi, Khalili, Jezzini, Al-Asaad, Saleh, Rahhal, Ismail, Al-Hajj, Haydar, Hani, Akhdar, Raad, Musa, Al-Faris, Hamdoun, Jawad, Hurani, Nasrallah, Ghoul, Ar-Rayes, Al-Hajj Mohammad, Al-Ali, Ahmed, Hussein, Kassirah, Kassem, Nasser.

## Monumenti culturali
La città è famosa per il suo tempio fenicio e per il tesoro di migliaia di statuette votive in terracotta, che hanno contribuito a far luce sulle pratiche culturali e religiose della popolazione rurale fenicia locale durante la tarda età del ferro, il periodo persiano e quello ellenistico.